# Lil' Cease
Lil' Cease o Lil' Caesar, pseudonimo di James Lloyd Jr. (New York, 20 agosto 1977), è un rapper statunitense.
Lega il proprio nome a quello di The Notorious B.I.G. e ai Junior M.A.F.I.A., gruppo popolare nel gangsta di metà anni novanta. Il 9 marzo 1997 se ne sta andando da una festa a Los Angeles assieme a Notorious B.I.G. quando la loro auto subisce un drive-by che costa la vita a Christopher Wallace.

## Biografia
Cresce nel quartiere Bedford-Stuyvesant a Brooklyn, diventando il giovane pupillo di Notorious BIG: il rapper lo fa firmare con la sua etichetta, quindi fonda e porta al successo i Junior M.A.F.I.A. (Junior Masters at Finding Intelligent Attitudes) di cui Lil' Cease fa parte assieme a Nino Brown, Chico, the Snakes, MC Klepto e Lil' Kim.
Il primo lavoro dell'artista è Conspiracy, album realizzato nel 1995 con il gruppo Junior M.A.F.I.A., in cui erano presenti, tra gli altri, Lil' Kim e The Notorious B.I.G. La sera del 9 marzo 1997, a Los Angeles, si trova sulla stessa auto di The Notorious B.I.G., che viene assassinato in una sparatoria. Successivamente collabora all'album Hard Core di Lil' Kim, a Release Some Tension delle SWV e a Harlem World di Ma$e. Nel 1999 pubblica il suo primo album solista, The Wonderful World of Cease A Leo, che si classifica al 26º posto nella Billboard 200 e al 3º posto nella Top R&B/Hip-Hop Albums. Nel 2005 assieme a Banger e Mc Klepto riforma il gruppo Junior M.A.F.I.A., che si era sciolto successivamente all'omicidio di The Notorious B.I.G.. Il trio pubblica l'album Riot Musik.

## Discografia

### Con i Junior M.A.F.I.A.
- 1995 - Conspiracy
- 2005 - Riot Muzik

### Da solista
- 1999 - The Wonderful World of Cease A Leo